# Сен-Лари (Арьеж)
Сен-Лари́ (фр. Saint-Lary) — коммуна во Франции, находится в регионе Окситания. Департамент коммуны — Арьеж. Входит в состав кантона Кастийон-ан-Кузеран. Округ коммуны — Сен-Жирон.
Код INSEE коммуны — 09267.

## Население
Население коммуны на 2008 год составляло 155 человек.
| 1962 | 1968 | 1975 | 1982 | 1990 | 1999 | 2008 |
| ---- | ---- | ---- | ---- | ---- | ---- | ---- |
| 197  | 245  | 165  | 147  | 133  | 136  | 155  |

## Экономика
В 2007 году среди 79 человек в трудоспособном возрасте (15—64 лет) 45 были экономически активными, 34 — неактивными (показатель активности — 57,0 %, в 1999 году было 65,1 %). Из 45 активных работали 37 человек (21 мужчина и 16 женщин), безработных было 8 (6 мужчин и 2 женщины). Среди 34 неактивных 3 человека были учениками или студентами, 17 — пенсионерами, 14 были неактивными по другим причинам.